# Raoul Wallenbergs gata

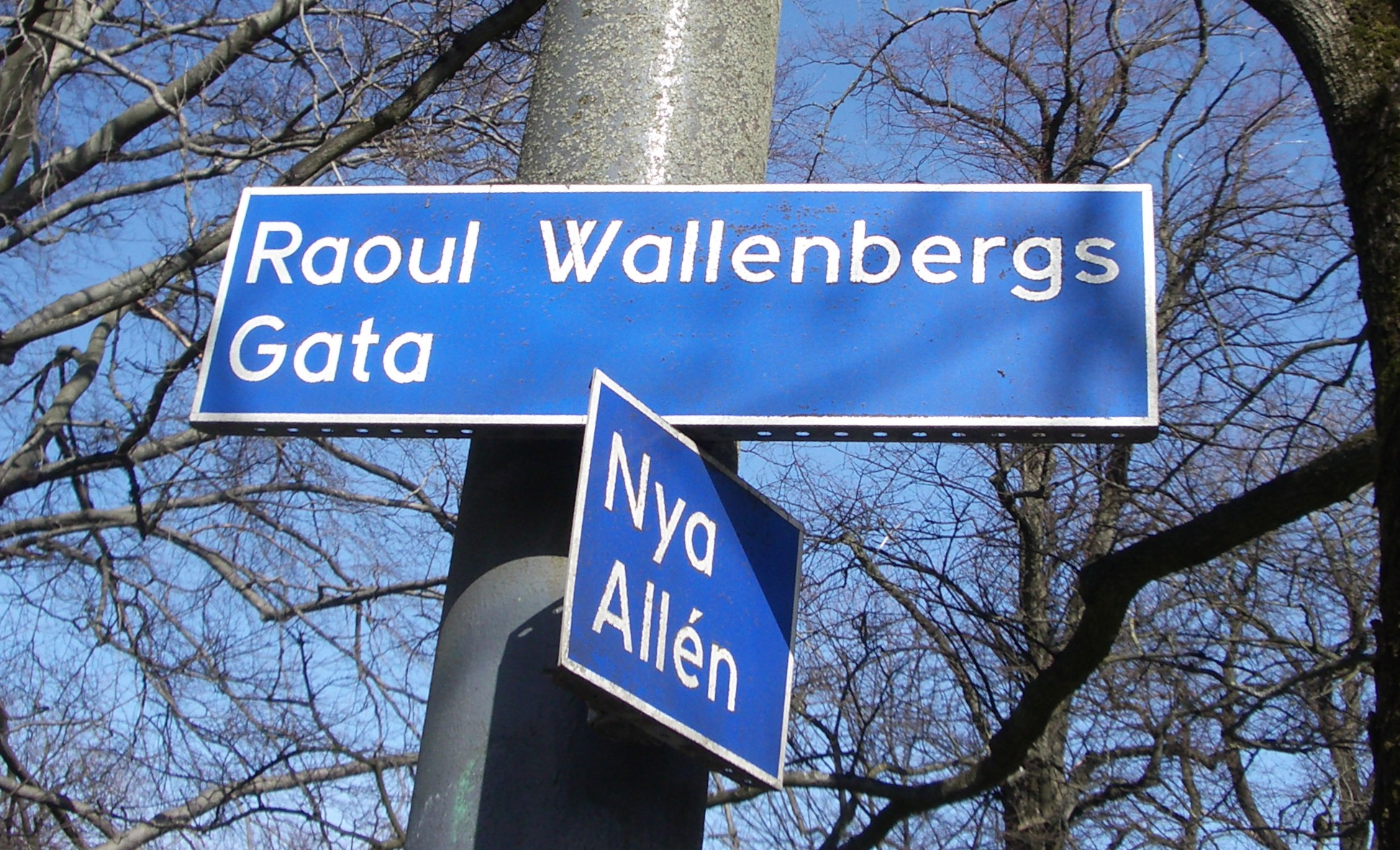
Raoul Wallenbergs Gata i Göteborg

Raoul Wallenbergs Gata är en drygt 200 meter lång gata i stadsdelen Vasastaden i centrala Göteborg. Den sträcker sig i nord-sydlig riktning från Vasabron i norr till Vasaplatsen i söder. I sin sträckning korsar gatan Nya Allén och Parkgatan. Den kantas på båda sidor av Kungsparken och har inga gatunummer. 

## Historik
Gatan hette tidigare Vasavägen (1942–1990). Det nuvarande namnet fastställdes 1990 av namnberedningen till minne av Raoul Wallenberg, arkitekt, affärsman, diplomat och ledare för den räddningsaktion, som räddade tiotusentals ungerska judar 1944–1945.

## Platser till minne av Raoul Wallenberg
I följande svenska städer finns också platser till minne av Raoul Wallenberg:
- Lidingö – Raoul Wallenbergs väg
- Linköping –Raoul Wallenbergs plats
- Malmö – Raoul Wallenbergs park
- Stockholm – Raoul Wallenbergs torg

I flera utländska städer finns platser till minne av Raoul Wallenberg, bland annat i Berlin, Budapest, Tel Aviv och Washington D.C.. Ingen svensk har fått så många skolor, gator och parker över hela världen uppkallade efter sig som Wallenberg. Han har blivit hedersmedborgare i USA, Kanada och Israel.

## Per Angers Plats
Per Angers Plats (2010) ligger i Kungsparken i nära anslutning till både Raoul Wallenbergs Gata och minnesmärket över Torgny Segerstedt vid Vasaplatsen. Per Anger var född i Göteborg och var en svensk diplomat, som samarbetade med Raoul Wallenberg i Ungern under andra världskriget för att rädda ungerska judar från att avrättas av nazisterna.

## Galleri

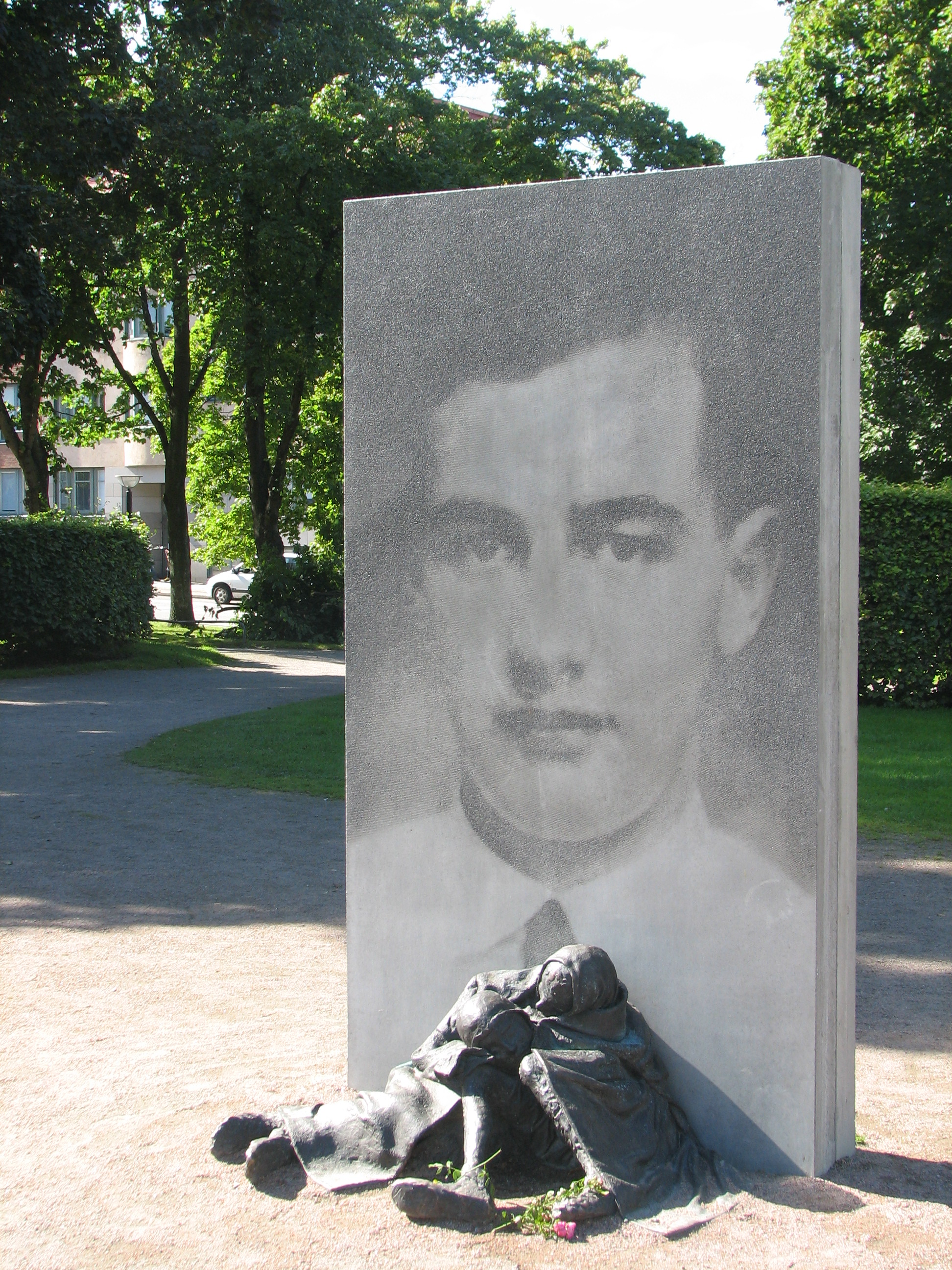
"Minnesmärket över Raoul Wallenberg" på Haga Kyrkoplan i Göteborg, av Charlotte Gyllenhammar.
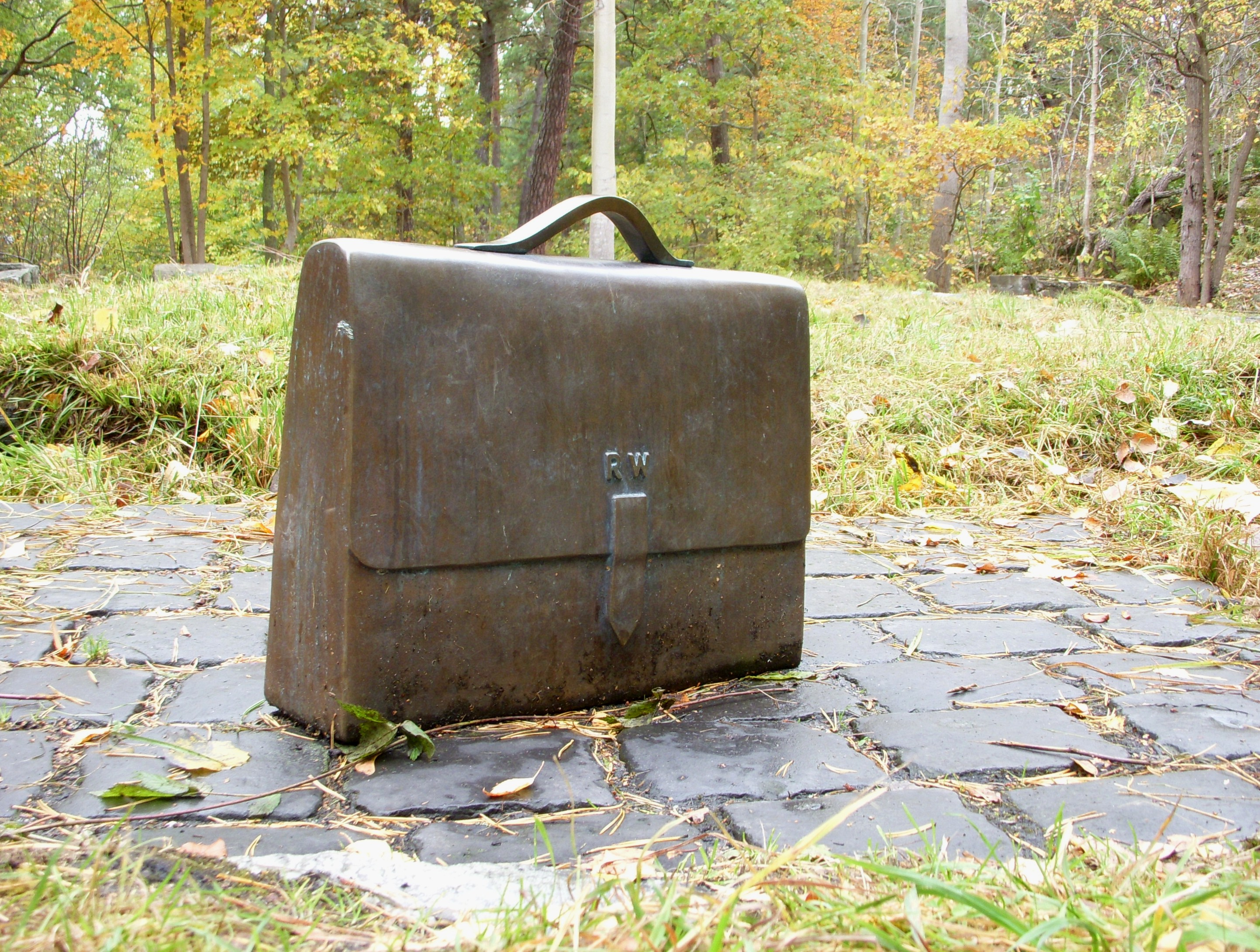
"R.W.", av Ulla Kraitz, Lidingö, också en del av Ulla och Gustav Kraitz "Hope" i New York.
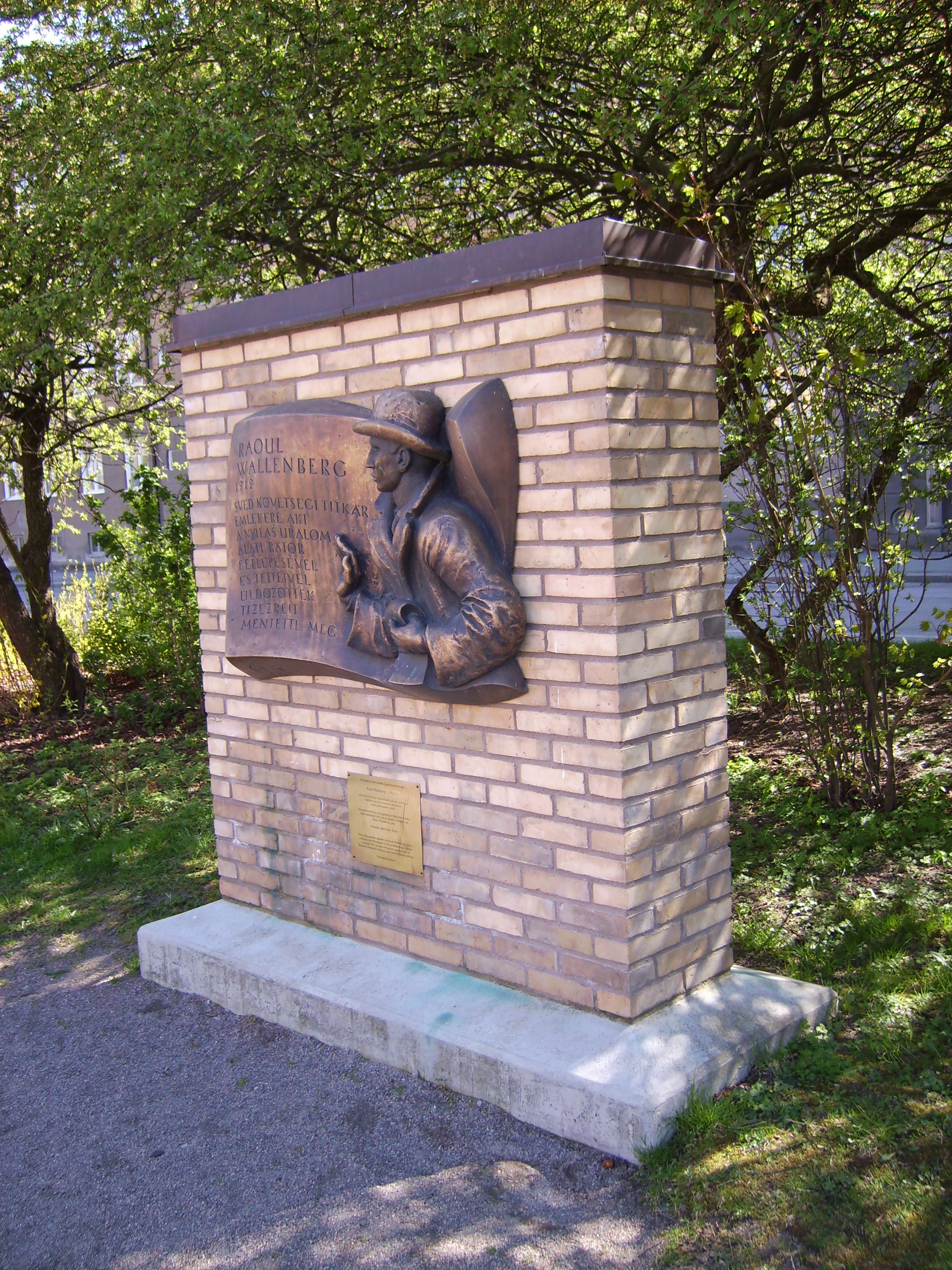
"Raoul Wallenbergs Plats" i Linköping, Foto: Harri Blomberg.
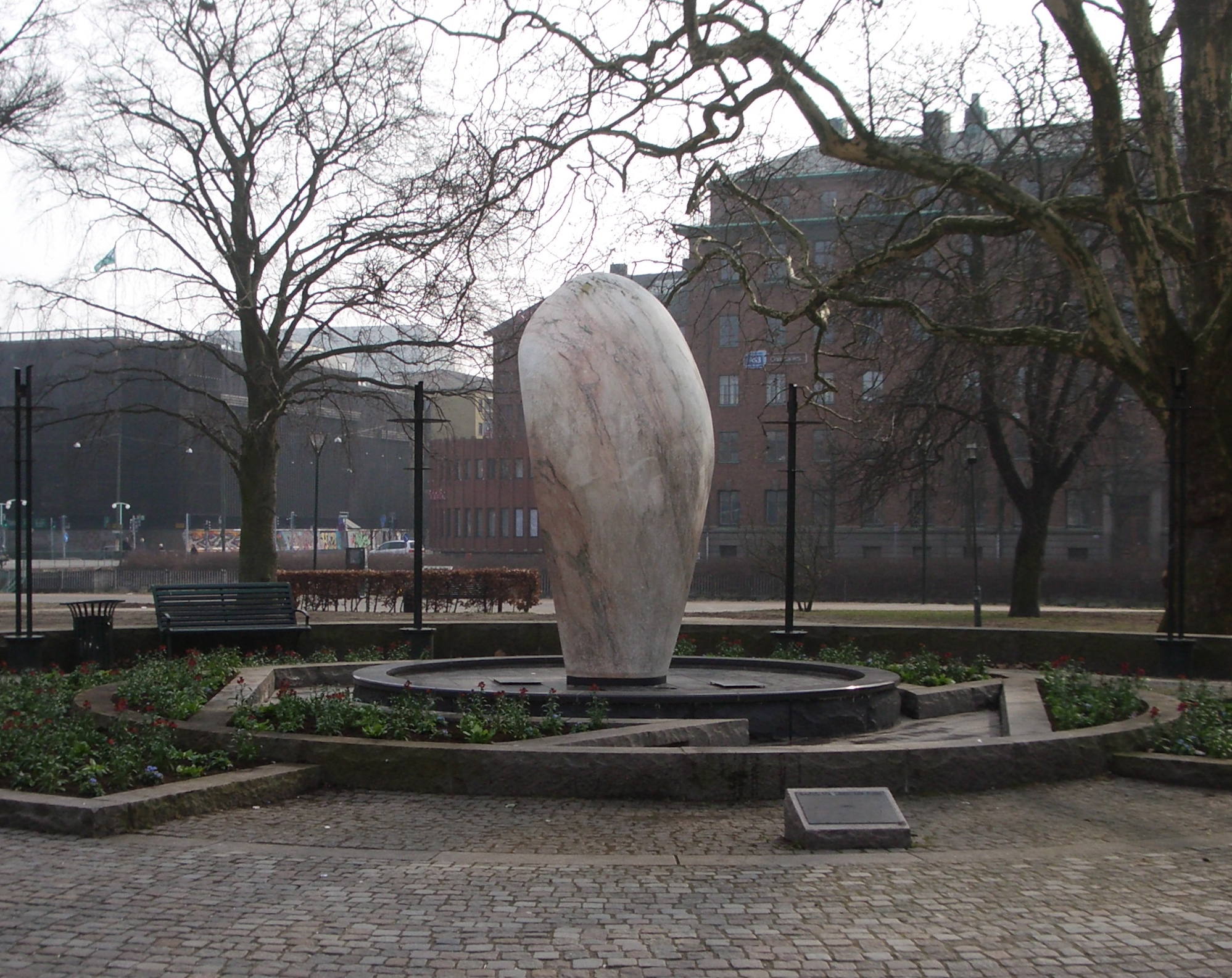
"Raoul Wallenbergs Park" i Malmö med "Pienza" av Staffan Nihlén.
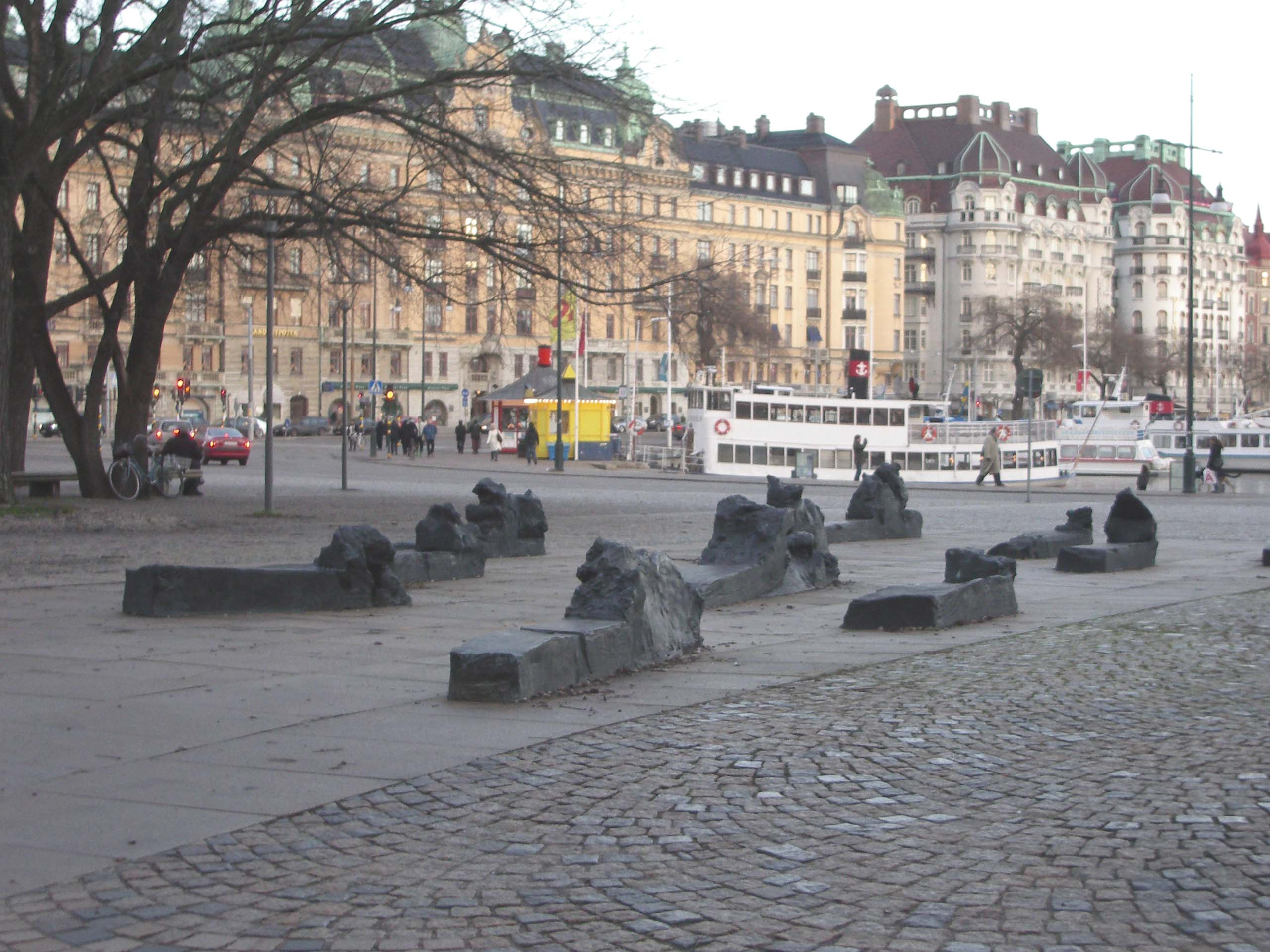
"Till Raoul Wallenberg" av Kirsten Ortwed, Raoul Wallenbergs torg i Stockholm.
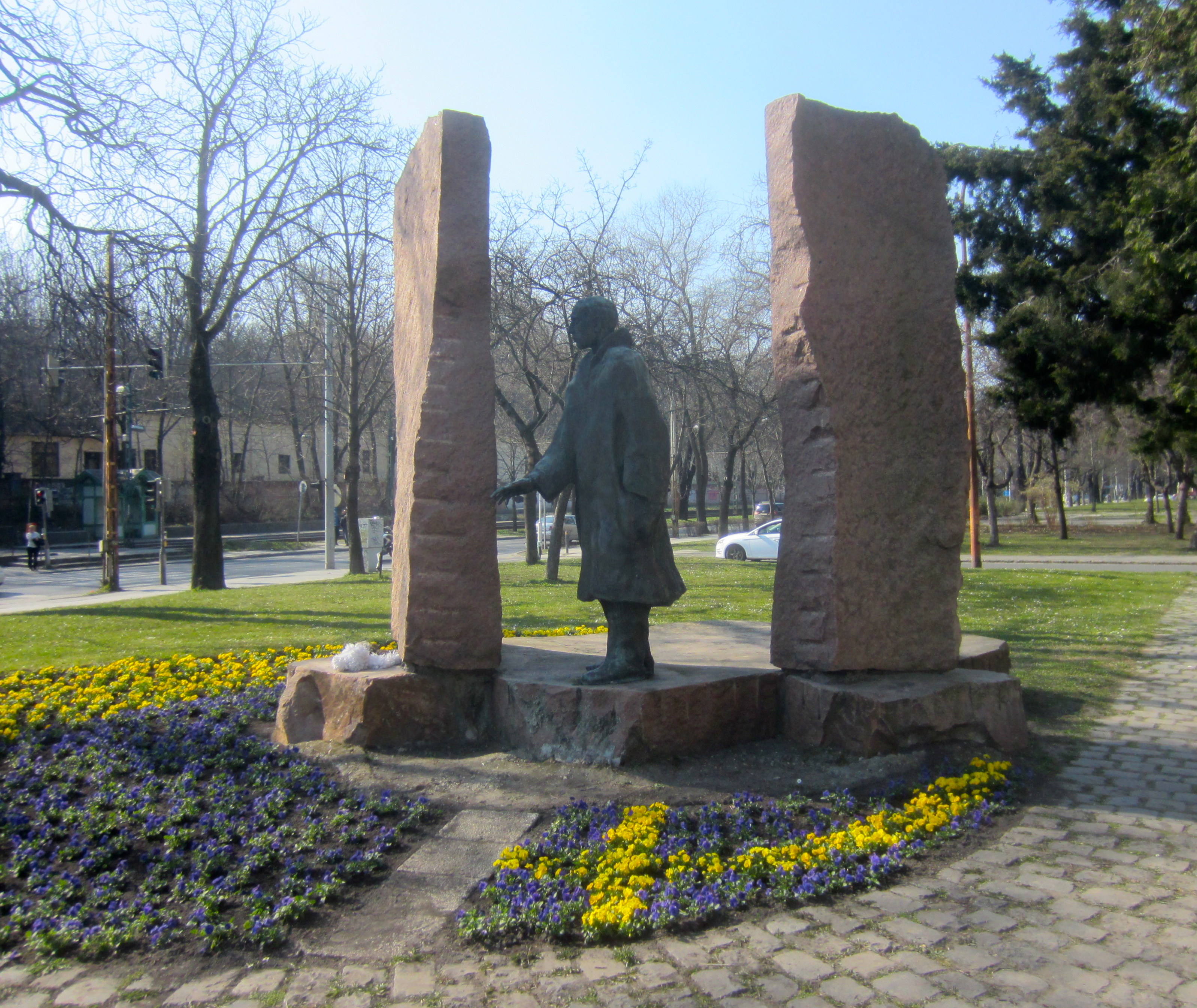
Raoul Wallenbergs minnesmärke i Budapest.
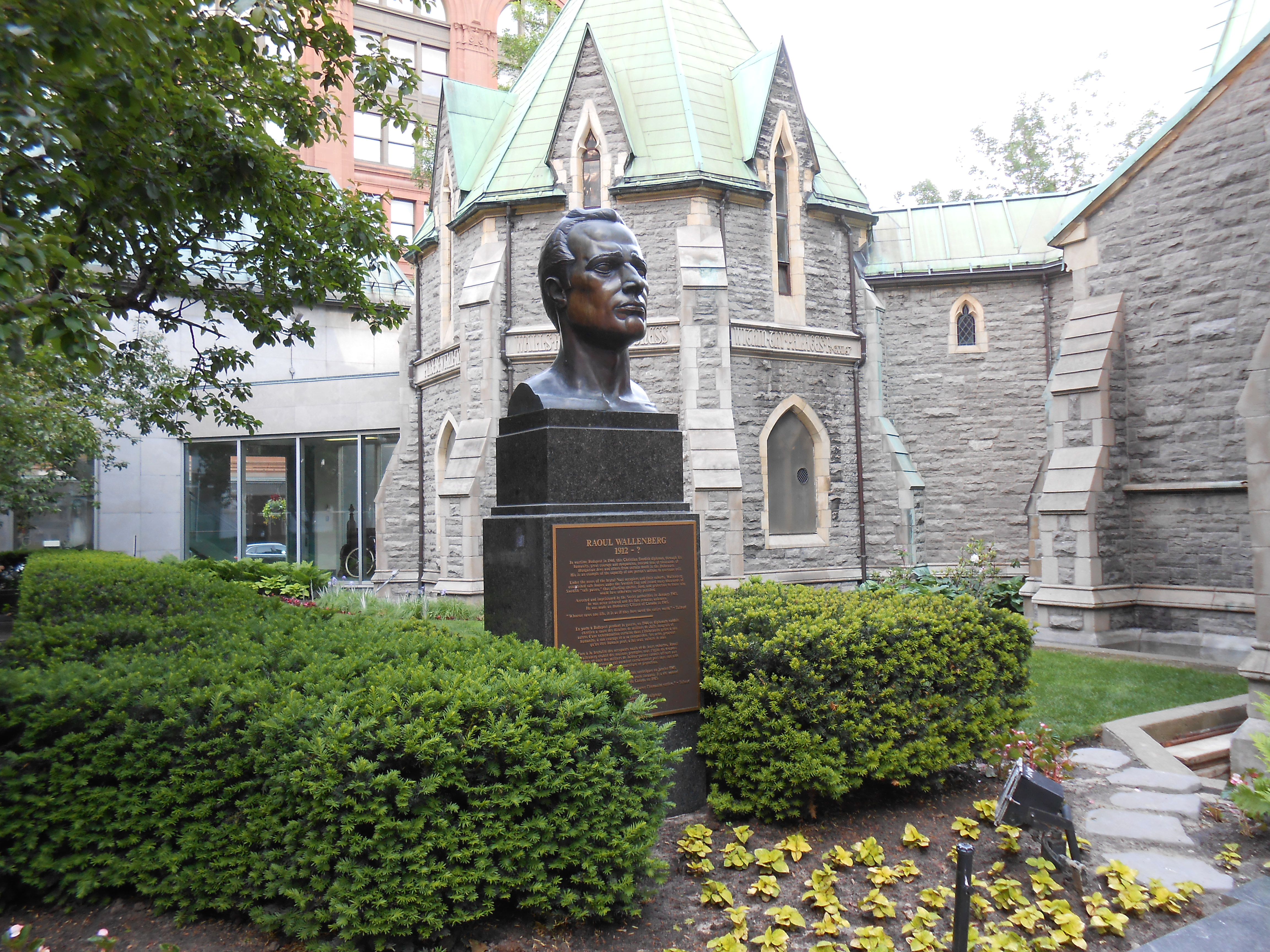
Minnesmärke av Paul Lancz vid La Place Raoul Wallenberg i Montreal.
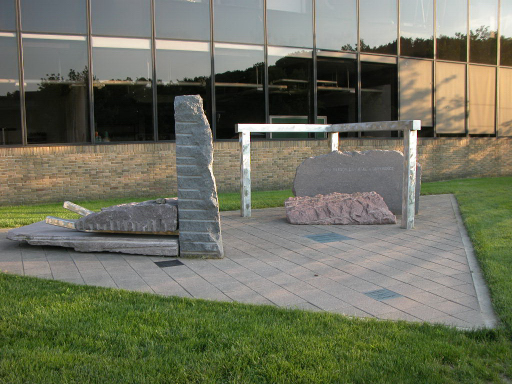
Minnesmärke av Jon Rush i Campus Ann Arbor, Michigan.